# Maruša Mišmaš-Zrimšek
Maruša Mišmaš-Zrimšek (Liubliana, 24 de octubre de 1994) es una deportista eslovena que compite en atletismo, especialista en las carreras con obstáculos. En los Juegos Europeos de Cracovia 2023 consiguió una medalla de plata en la prueba de 3000 m obstáculos.

## Palmarés internacional
| Juegos Europeos | Juegos Europeos   | Juegos Europeos  | Juegos Europeos   |
| Año             | Lugar             | Medalla          | Prueba            |
| --------------- | ----------------- | ---------------- | ----------------- |
| 2023            | Chorzów (Polonia) | Medalla de plata | 3000 m obstáculos |